# Пожидаєв Юхим Тарасович
Юхим Тарасович Пожидаєв (1901, село Хлєвноє Воронезької губернії, тепер Воронезької області, Російська Федерація — 1968, місто Ленінград, тепер Санкт-Петербург, Російська Федерація) — радянський військовий політпрацівник, полковник, начальник Політичного управління військ Київського особливого військового округа. Кандидат у члени ЦК КП(б)У в травні 1940 — січні 1949 р.

## Життєпис
З 1919 року — у Червоній армії. Учасник Громадянської війни в Росії.
Член ВКП(б). Перебував на військово-політичній роботі.
З 1938 року — начальник Політичного управління військ Київського особливого військового округа. У вересні 1939 року — начальник Політичного управління Українського фронту.
Учасник німецько-радянської війни. 24 червня — 26 серпня 1941 року — начальник Політичного управління Північного фронту.
30 грудня 1941 — 19 квітня 1942 року — член Військової ради 6-ї армії РСЧА.
З 1942 року — інспектор політичного відділу армії Західного фронту. З 1943 року — представник Політичного управління 1-го Українського фронту при 38-й армії, з 1944 року —  виконувач обов'язків начальника політичного відділу 237-ї стрілецької дивізії 38-ї армії 1-го Українського фронту.
Помер у 1968 році в Ленінграді.

## Звання
- бригадний комісар (26.12.1938)
- дивізійний комісар (9.03.1939)
- полковий комісар (.04.1942)
- полковник

## Нагороди
- орден Червоного Прапора (6.11.1947)
- орден Вітчизняної війни ІІ-го ст. (22.02.1944)
- орден Червоної Зірки (20.08.1942)
- медаль «XX років Робітничо-Селянській Червоній Армії» (1938)
- медалі